# Hippolyte Fizeau
Armand Hippolyte Louis Fizeau, född den 23 september 1819 i Paris, död den 18 september 1896, var en fransk fysiker. Han var med och upptäckte Dopplereffekten.
Tillsammans med Léon Foucault gjorde han 1849 mätningar av ljusets hastighet med hjälp av en konstruktion med ett snabbt roterande kugghjul (Fizeau–Foucaults apparat). Deras mätningar visade bland annat att hastigheten är lägre i vatten än i luft och bidrog till forskningen och teorierna om ljusets natur.
Fizeau blev 1860 medlem av Franska vetenskapsakademin och av Vetenskapssocieteten i Uppsala 1870. Han blev 1875 utländsk medlem av Royal Society och invaldes 1877 som utländsk ledamot av Kungliga Vetenskapsakademien. Han tilldelades Rumfordmedaljen 1866.  Hans namn tillhör de 72 som är ingraverade på Eiffeltornet.